# 京都市交通局10系電車
京都市交通局10系電車（きょうとしこうつうきょく10けいでんしゃ）は、京都市交通局（京都市営地下鉄）が同局烏丸線向けに導入した通勤形電車である。
本項では解説の便宜上、烏丸線京都駅で北側を北寄り、逆側を南寄りと表現する。なお、特定の編成について記す場合は竹田向きの先頭車の車両番号をもって編成呼称とする（例：竹田向き先頭車の車両番号が1101の編成であれば「1101F」、末尾の「F」は編成を意味するFormationの頭文字）。

## 概要
1981年（昭和56年）5月の烏丸線開業時に4両編成9本が導入されたのち、延伸や近鉄京都線への乗り入れ開始などに対応して増備され、1988年（昭和63年）6月の竹田延伸開業時に中間車2両を追加して全編成が6両編成化されるとともに6両編成5本が増備された。その後も増備が続けられ、1997年（平成9年）6月の国際会館駅延伸時までに6両編成20本（120両）の陣容となった。

## 車両概説

### 車体
アルミニウム製、20 m級の車体に1,300 mm幅の片側4箇所の両開き扉を備える。前面は傾斜した形状が採用され、正面向かって左側に上下に分かれて開く構造の非常脱出用貫通扉が設けられた。正面中央上部に行先表示装置、その両側に前照灯が、正面窓の下部に標識灯と尾灯が設けられた。車体外観はアルミヘアライン仕上げに化粧皮膜がかけられ、京都らしい色として京都市営バスと同じ緑色の帯が正面貫通扉部と、側面幕板部に入れられた。連結部妻面には汚損防止のため、ステンレスの板が貼られた。

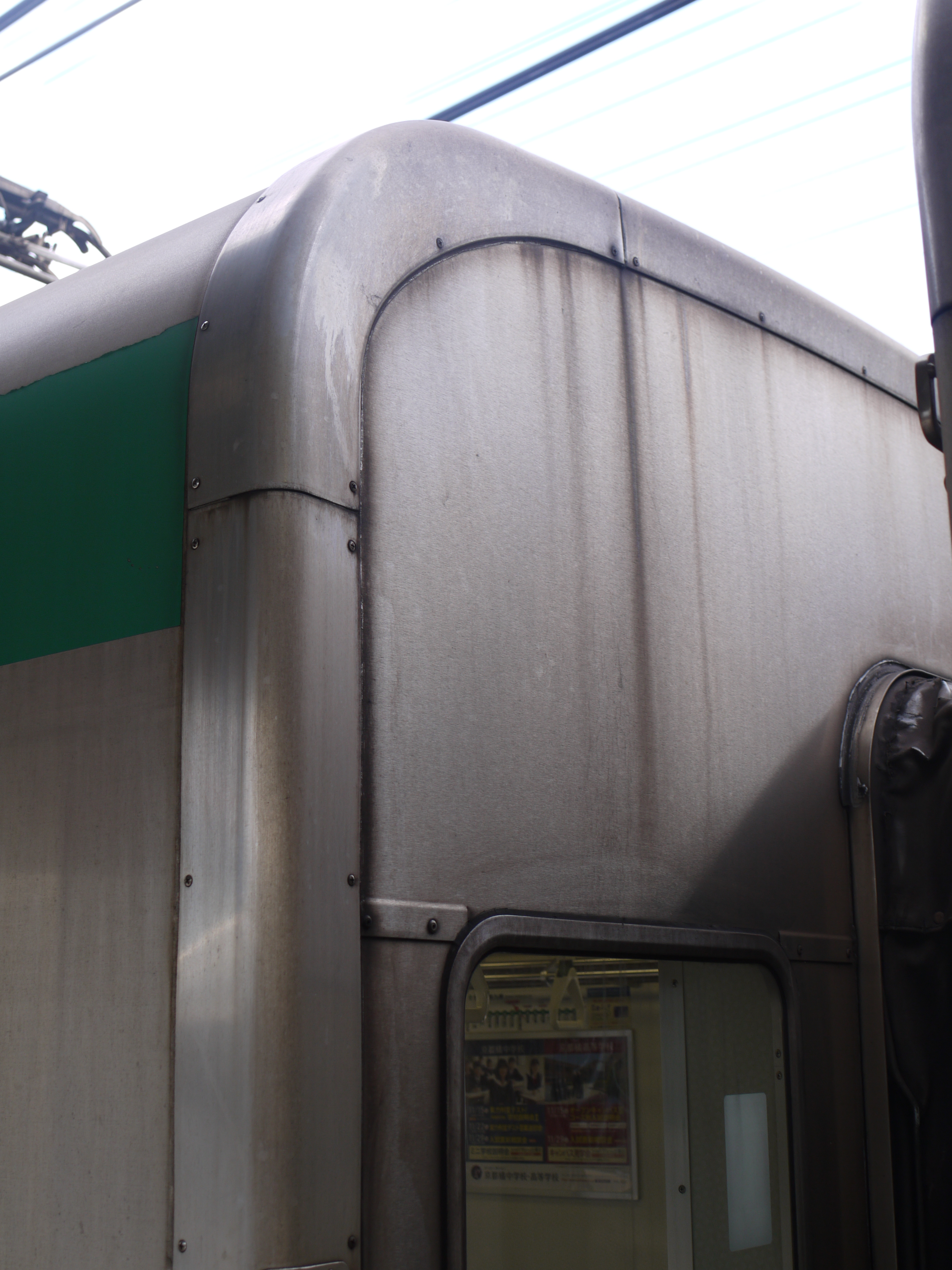
妻面のステンレス板

### 内装
車内はすべてロングシートであり、シートの表布は緑色、壁は花柄のベージュ、天井は白とされた。つり革は三角形のものが採用されている。側窓は騒音低減と保守の容易化のため固定窓とされ、非常時の換気用として妻窓の上半分が下側に開く構造となった。各車両に換気扇3台を設け、車内灯取り付け部の隙間などから車内の空気を吸い出す構造を採用した。乗客にドア開閉を予告するブザーが各扉に設けられている。南から2両目にあたる1200形の北寄りには車椅子スペースが設けられた。車内灯は40 W（AC200 V・60 Hz）の蛍光灯が先頭車20台、中間車22台設置され、予備灯として20 W（DC100 V）の蛍光灯が各車に4台設置された。
運転室は全室式とされ、大きな正面ガラスを採用して視界の拡大がはかられた。デスクタイプ、力行、制動を別ハンドルで前後に操作する2ハンドル形の運転装置が採用された。乗務員室灯として20 W（DC100 V）の蛍光灯が2台設置された。

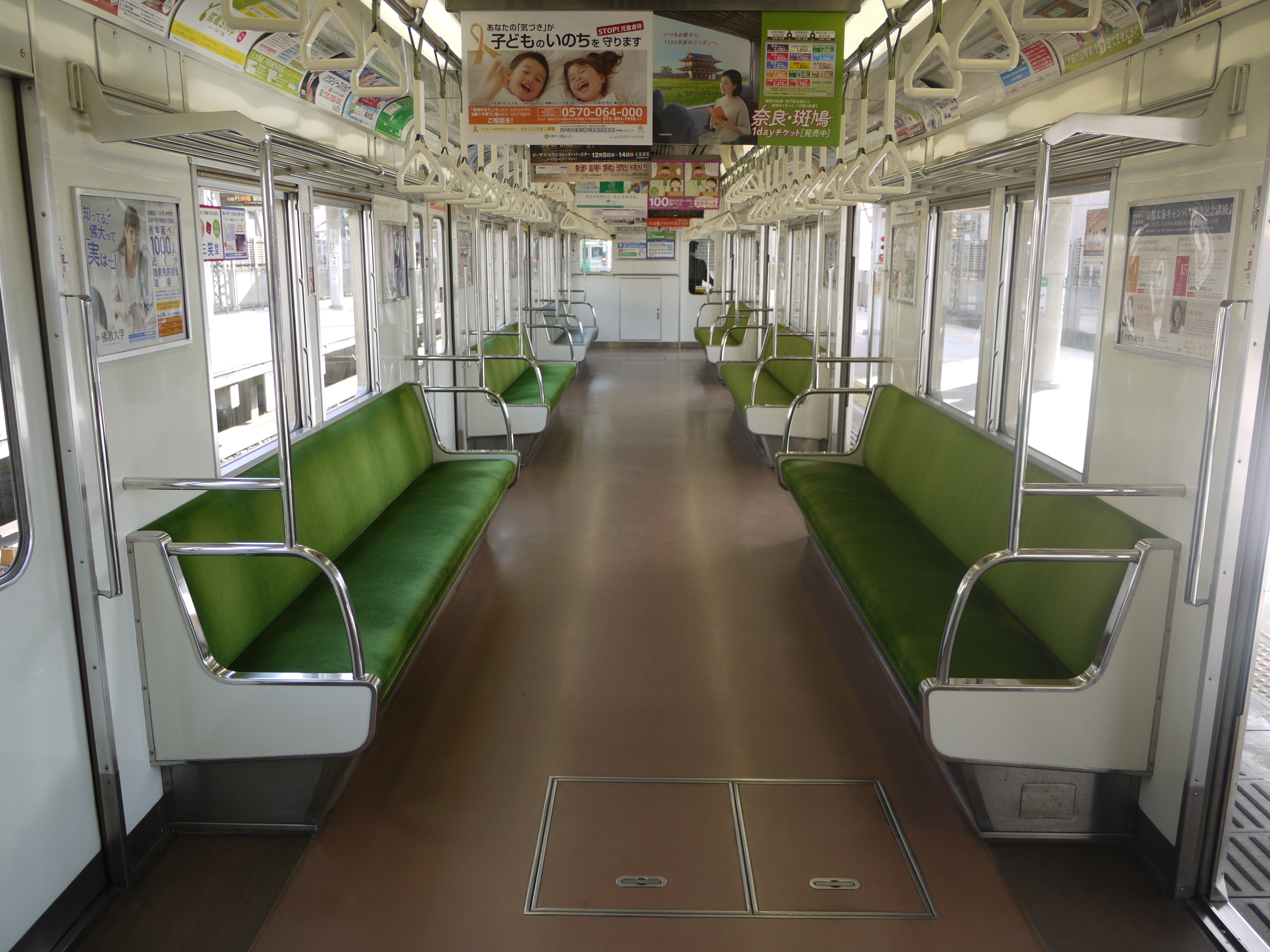
車内
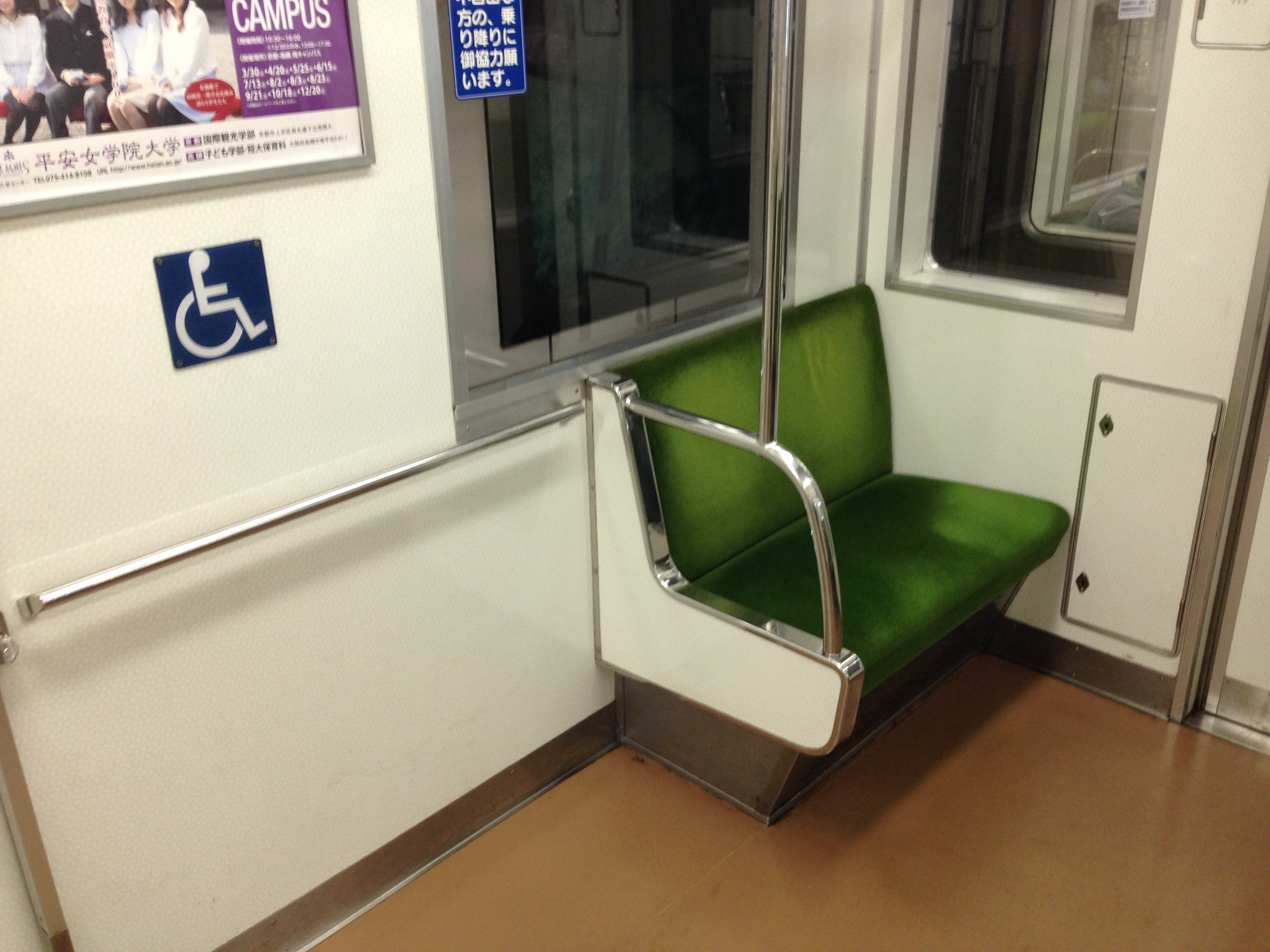
車椅子スペース
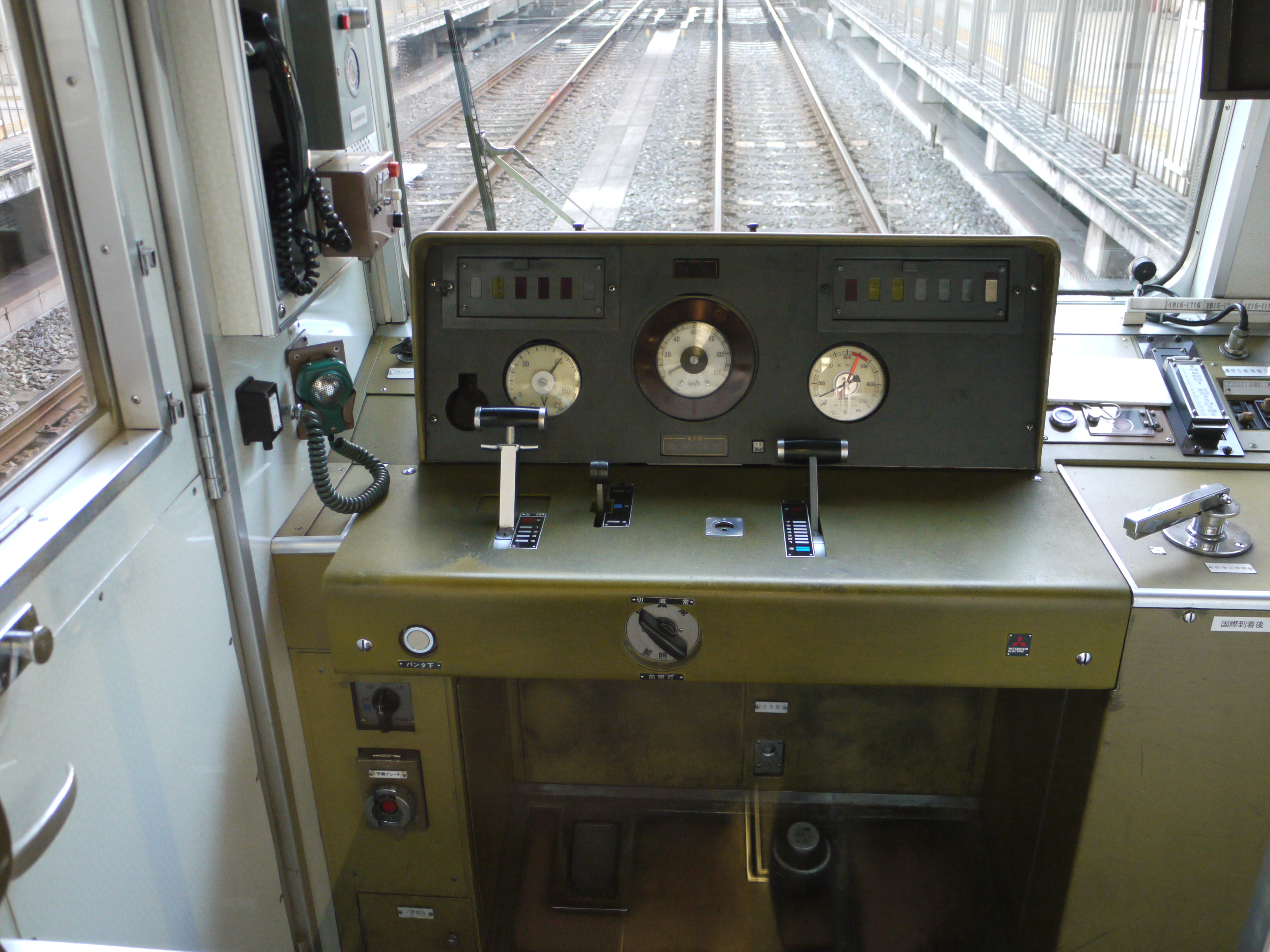
運転台

### 主要機器
主制御器は三菱電機製、1台で2両分8個の主電動機を制御するフロン沸騰冷却式の回生ブレーキ付サイリスタチョッパ制御装置が、補助電源装置は両先頭車に東洋電機製造製TDK3313-A（三相交流200 V、60 Hz、出力75 kVA)のブラシレス電動発電機（以下、BL-MG）が搭載された。
主電動機は東芝製直流直巻式SE-632（1時間定格出力130 kW・375 V・386 A）が採用された。駆動装置は住友金属製WN平行カルダンを採用し、歯車比は99:16（6.19）である。電動空気圧縮機は両先頭車に2段圧縮式のC-2000M形が搭載された。
パンタグラフは東洋電機製造（以下、東洋）製下枠交差形PT4813-A-Mが、中間電動車に2基ずつ搭載された。
台車は住友金属工業（以下、住友金属）製S形ミンデン式FS505系が電動車に、FS005が付随車に使用されている。電動車の台車は先頭台車 (FS505A) とそれ以外 (FS505B) で形式末尾のサフィクスが異なっている。
制動装置は三菱電機製の電気指令式ブレーキ (MBS-R) が採用された。ブレーキは常用、非常、予備の3系統を備え、ATCブレーキが運転士の手動操作に優先するようになっている。常用ブレーキは7段階あり、乗車250 %まで電空併用により一定の減速度が得られる。
冷房装置は全車両の屋上に4基冷房能力12.2 kW(10,500 kcal/h)の三菱電機製CU194集約分散式が搭載された。車両中央の2基は一体に見えるカバーに納められた。各車に3台換気装置が設けられた。換気装置には強制的に3台を運転するモードと、乗車率150 %未満の時は1台、それ以上の時は3台を運転するモードがある。

#### その他
先頭部の連結器は住友金属製CSD-90密着連結器が、編成中間部の連結器は同じく住友金属製のCSE-80半永久連結器が採用された。
保安装置は烏丸線内用として高周波連続誘導・車内信号式の日立製作所（以下、日立）製ATCが、近鉄線内用として三菱電機製変周式・デジタル形ATSが搭載された。ATCには75・60・45・25・15・01・02の7段階の速度信号があり、信号系は三重、電源系は二重になっている。
車載された各機器の状態を監視し、非常時の対応指示を運転台背後のディスプレイに示すモニタ装置が設置されている
警笛は、主に地下鉄線内で用いる電子笛と、主に近鉄線内で用いる空気笛（AW-5タイフォン）を装備する。

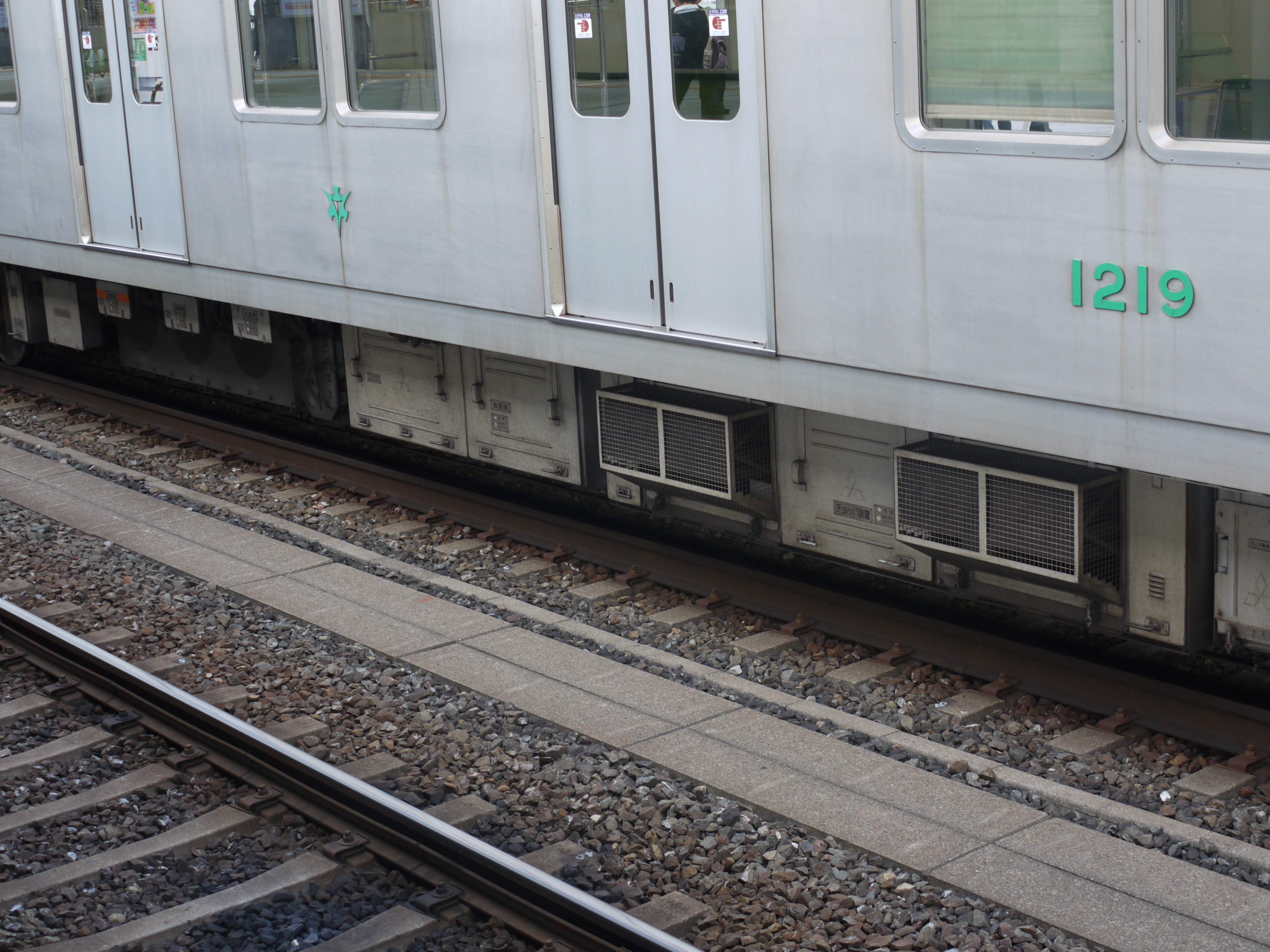
チョッパ制御装置
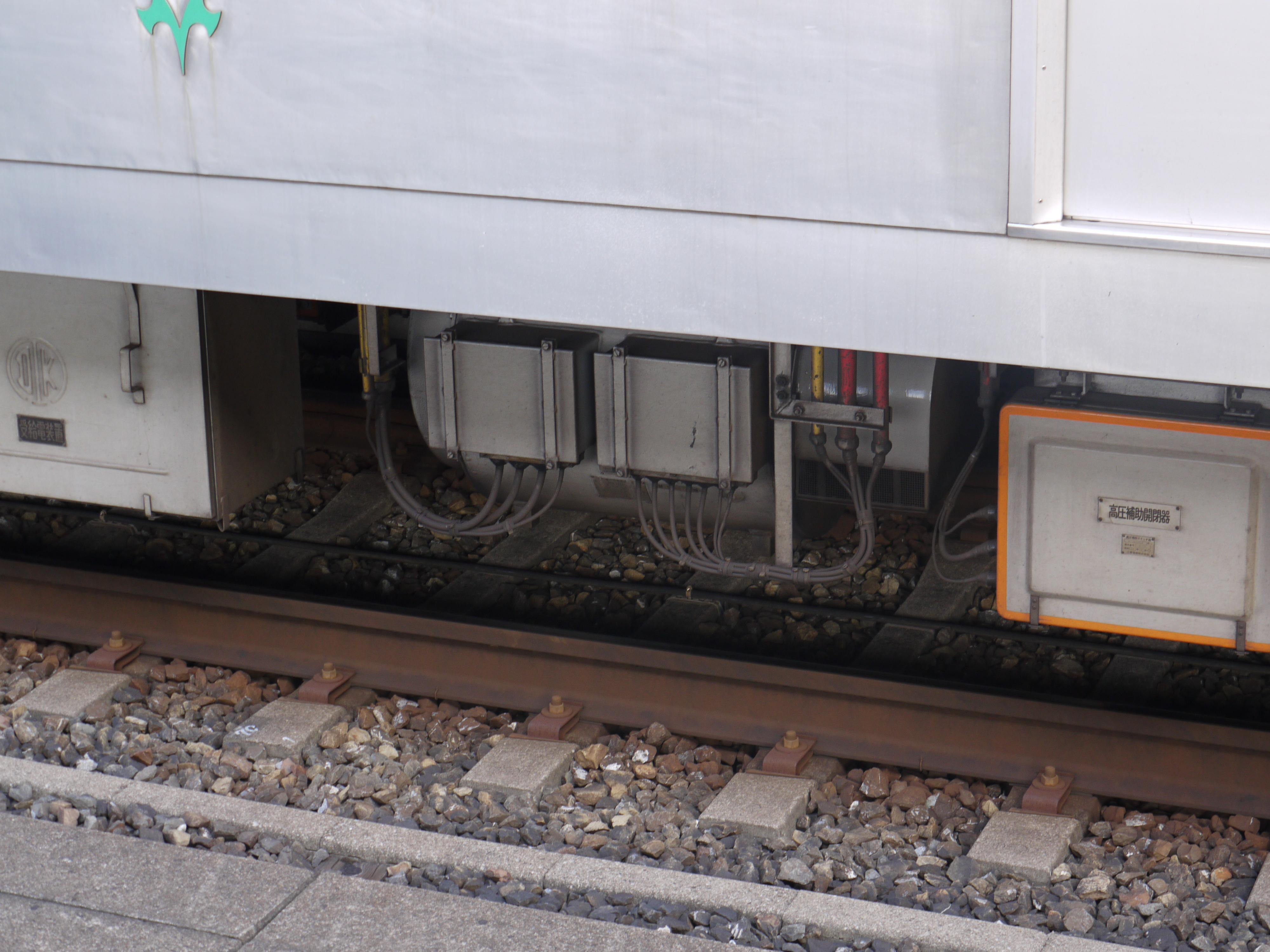
電動発電機（1・2次車）
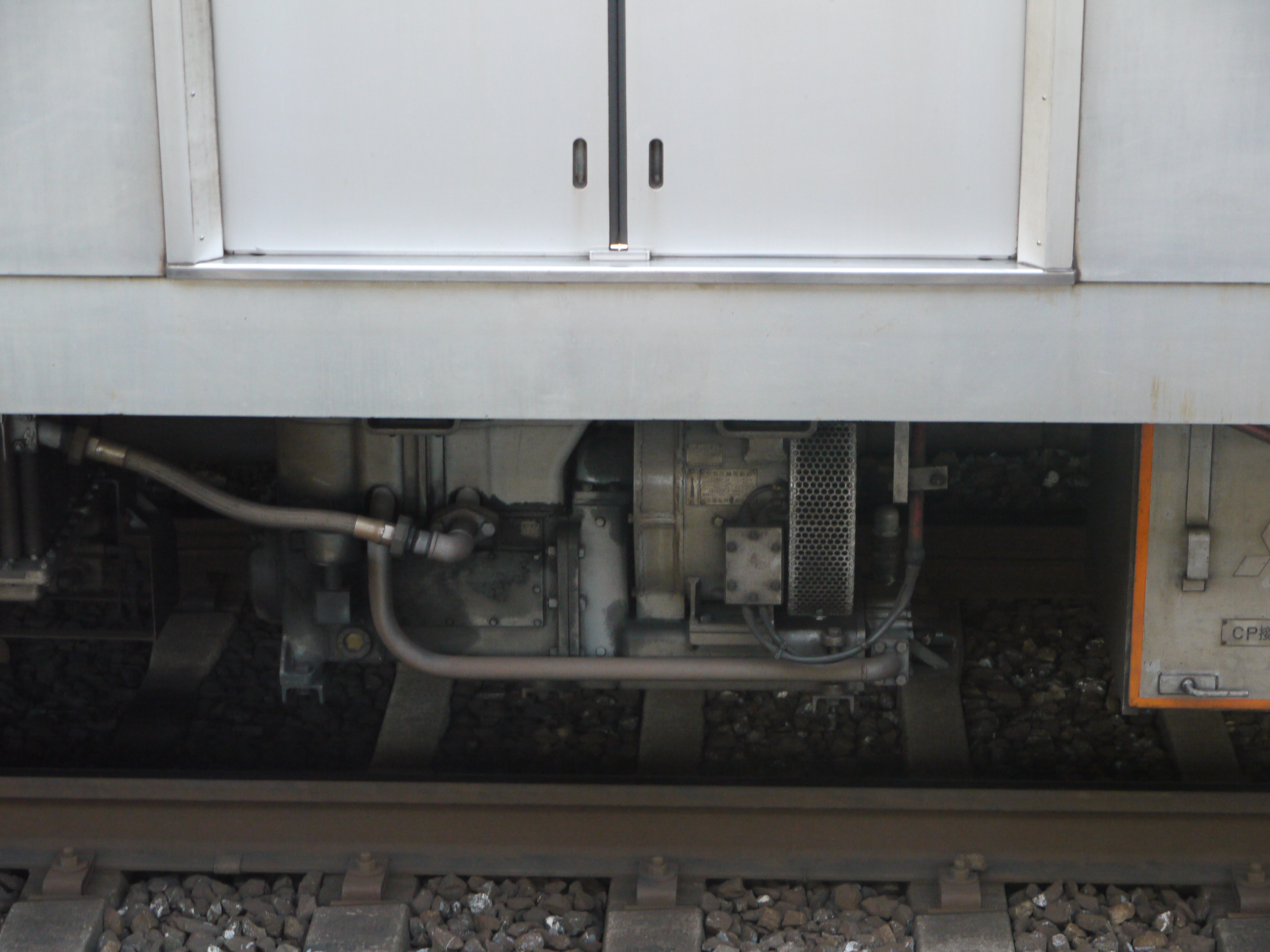
電動空気圧縮機
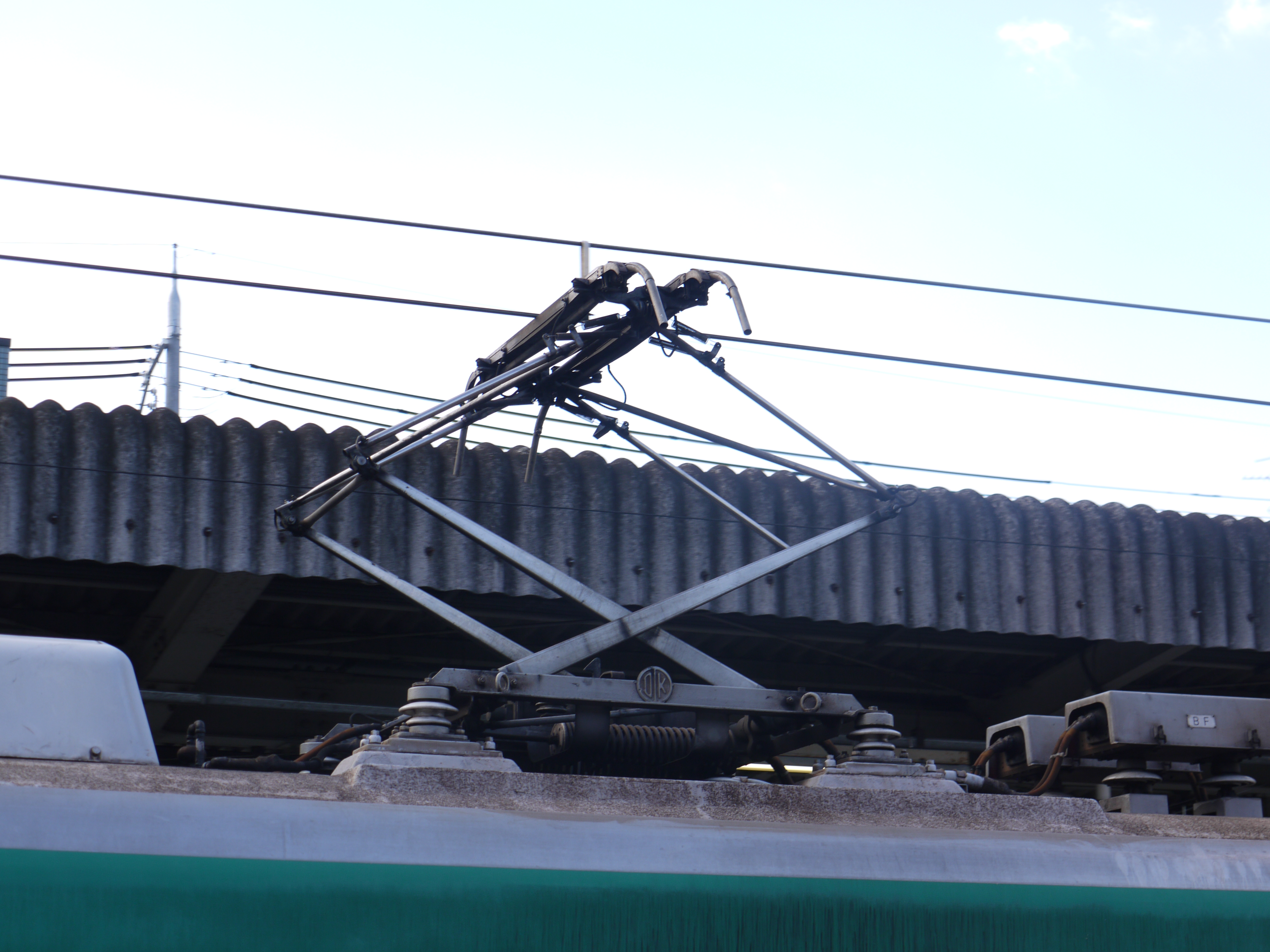
集電装置
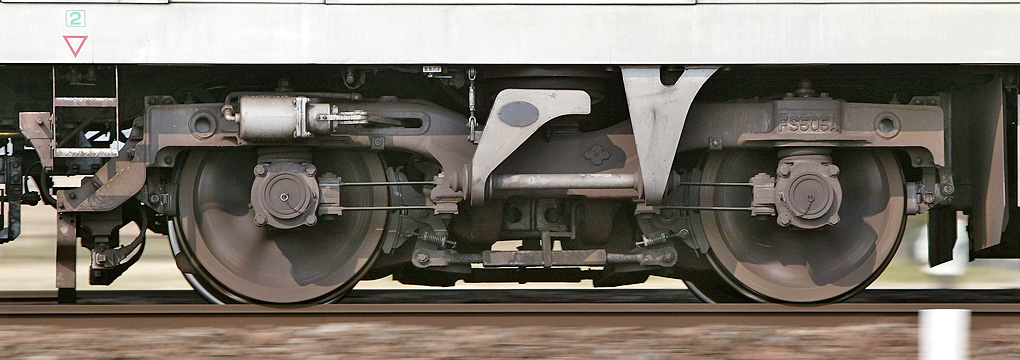
電動台車（FS505A）
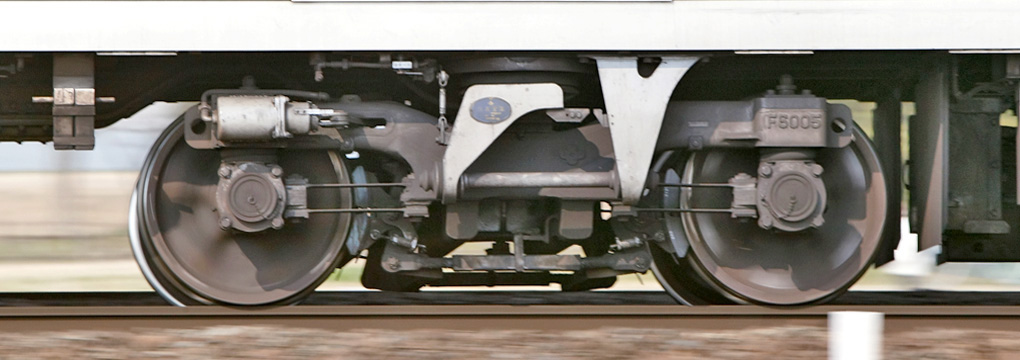
付随台車（FS005）
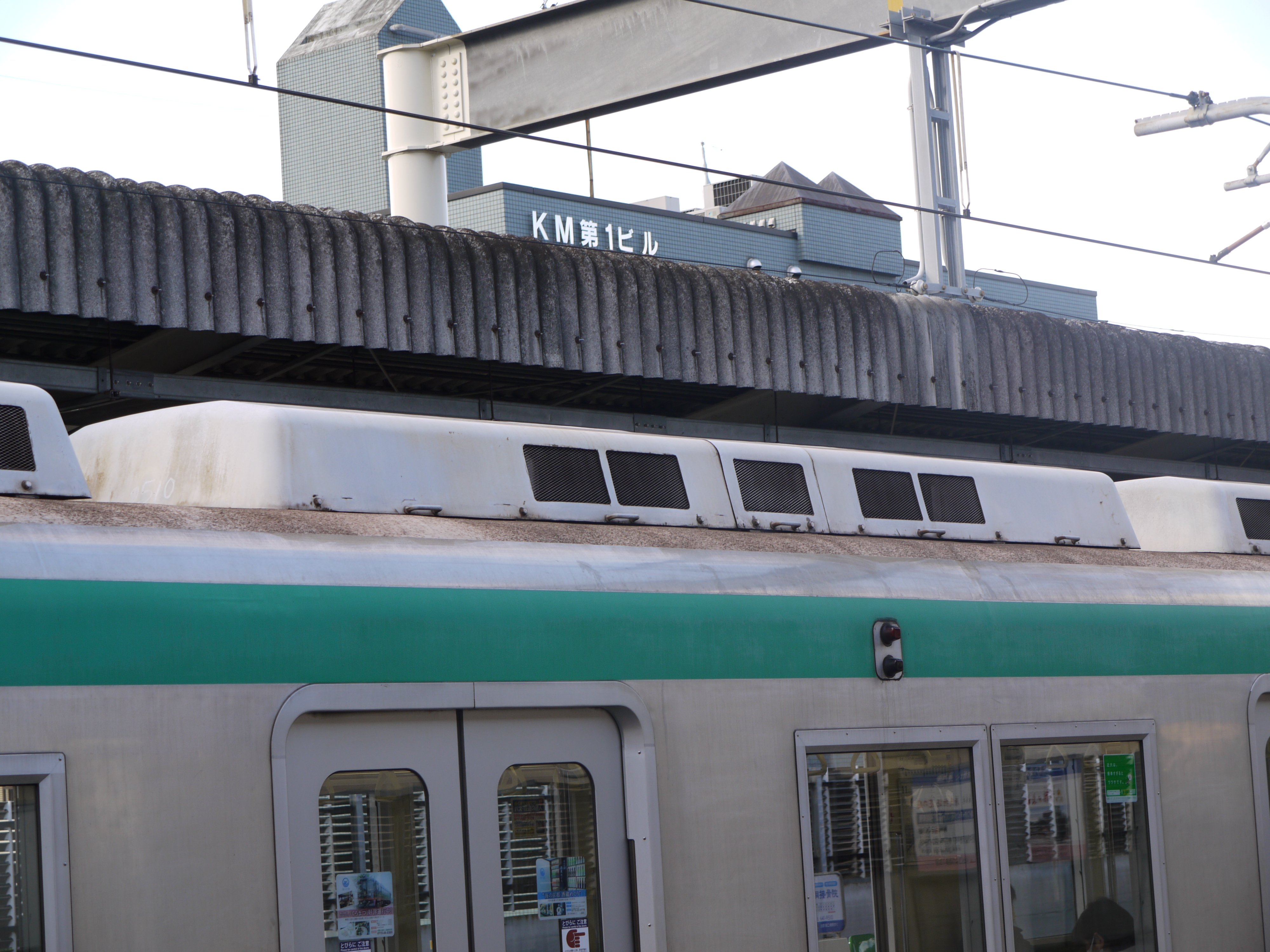
冷房装置

## 形式構成
10系は下記の6形式で構成され、各形式20両が製造された。付随車1300形・1600形を除き、下2桁01 - 09が1・2次車に、10 - 20が3次車 - 6次車に属する。1300形、1600形は末尾01 - 09が増結付随車、10 - 20が3次車 - 6次車である。1400形、1500形は8両編成化を想定した欠番となっている。車両番号の上二桁が形式番号、下二桁が編成番号で、例えば1116Fの1200形は1216となる。
1100形
南寄り先頭に連結される制御電動車である。全車に電動空気圧縮機が、1・2次車9両にはBL-MGが搭載されている。1・2次車と3次車以降では前面形状、側窓構造・形状、車内天井レイアウトなどが異なる。
西側面に京都サンガF.C.の応援ステッカーが貼られている。
1200形
南寄りから2両目に連結される電動車である。主制御器と、パンタグラフ2基をもつ。北寄りに車椅子スペースを備える。1・2次車と3次車以降では側窓構造・形状、車内天井レイアウトなどが異なる。
1300形
南寄りから3両目に連結される付随車である。1・2次車に組み込まれる1301 - 1309は3次車に相当するが外観は1 - 2次車と同一仕様である。3次車以降に組み込まれた1310 - 1320はBL-MGを搭載している。
1600形
南寄りから4両目に連結される付随車である。1・2次車に組み込まれる1601 - 1609は1300形1301 - 1309と同じく1 - 2次車仕様の外観で新造された。また全車にBL-MGが搭載されている点が1300形と異なる。
1700形
南寄りから5両目に連結される電動車である。装備、1・2次車と3次車以降の差は1200形と同様であるが、6次車以外は車椅子スペースがない。
1800形
北寄り先頭に連結される制御電動車である。装備、1・2次車と3次車以降の差は1100形と同様である。
東側面に1100形同様京都サンガF.C.の応援ステッカーが貼られている。

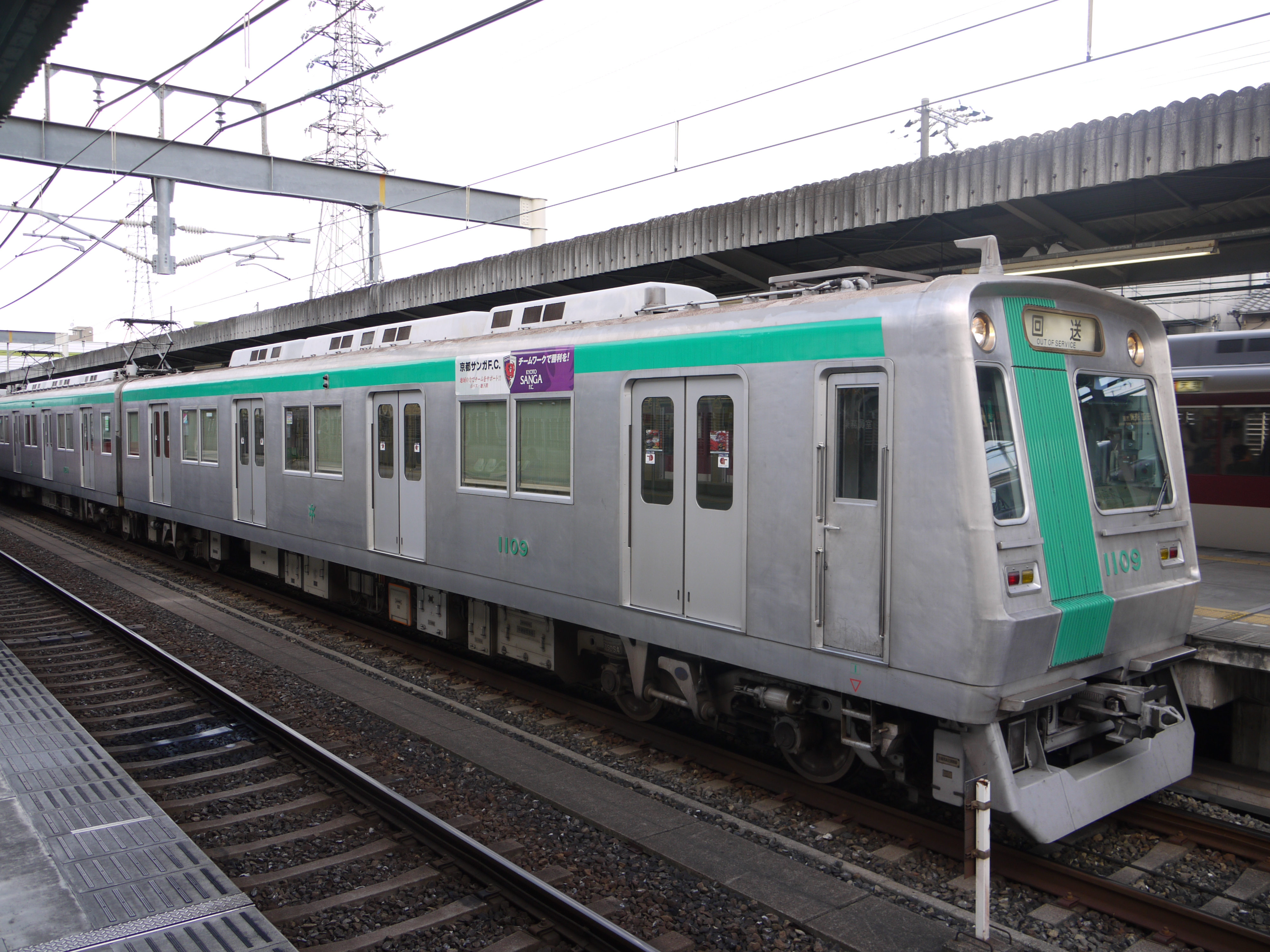
1100形1109
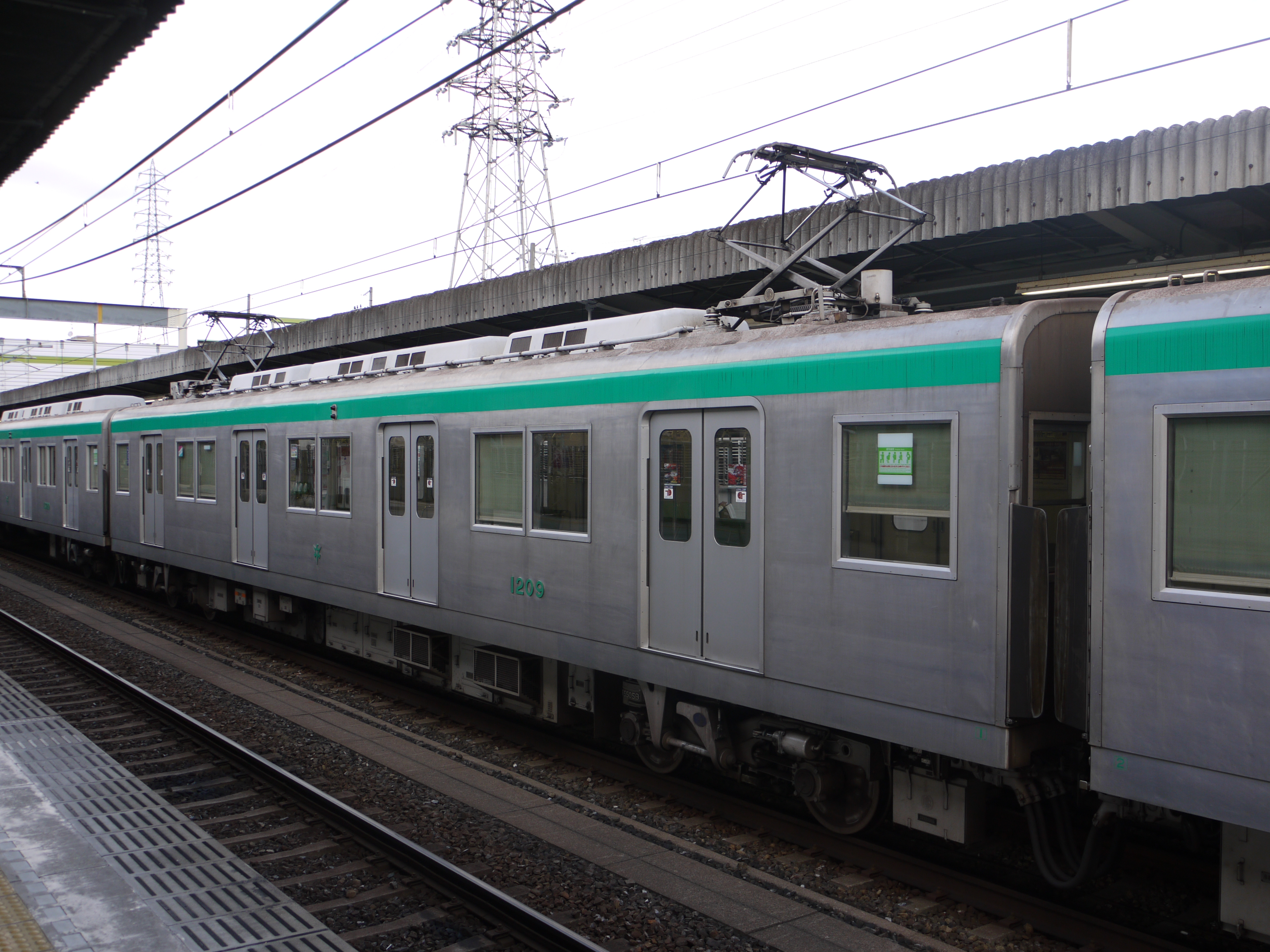
1200形1209
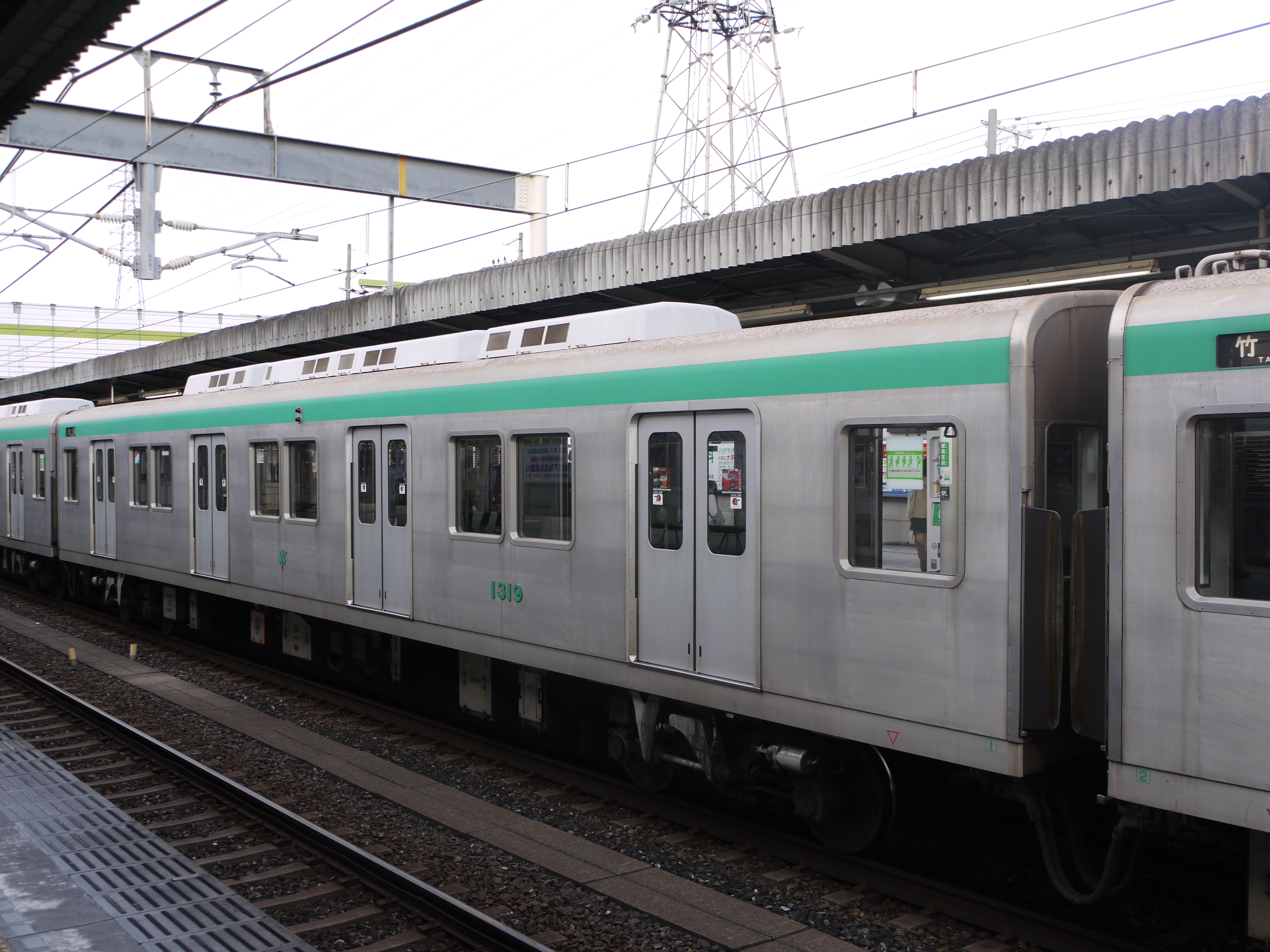
1300形1319

## 形態分類

### 1・2次車
1981年5月29日の烏丸線北大路 - 京都間6.9 kmの開業に備えて、1・2次車として4両編成9本、36両が近畿車輛（以下、近車）で製造された。全車1980年（昭和55年）に製造されたが、竣工は1981年（昭和56年）4月となっている。
以下は1・2次車独自の特徴である。
- 前面角部に縁取りがあり、貫通扉に窓が無い。
- 窓は側面が固定、妻面が開閉式で、3次車以降とは逆転している[12]。
- 非常通報装置は警報式で、妻面に箱形の機器が独立して設置されている。
- 運客仕切にATC装置があり、窓が小さく中央下部にグリルが設けられている。

|          | ← 北大路京都 → | ← 北大路京都 → | ← 北大路京都 → | ← 北大路京都 → | 車体製造者 | 竣工時期  |
| 形式     | 1800           | 1700           | 1200           | 1100           | 車体製造者 | 竣工時期  |
| 区分     | Mc2’           | M1’            | M1             | Mc2            | 車体製造者 | 竣工時期  |
| 車両番号 | 1801 ∥ 1809    | 1701 ∥ 1709    | 1201 ∥ 1209    | 1101 ∥ 1109    | 近車       | 1981年4月 |
| 搭載機器 | MG75 CP        | PT2 Chop       | PT2 Chop       | MG75 CP        |            |           |
| 自重     | 37.5 t         | 37.0 t         | 37.0 t         | 37.5 t         |            |           |
| 定員     | 150            | 170            | 170            | 150            |            |           |

- 凡例
  - Chop …主制御器
  - MG …低圧電源装置（ブラシレス電動発電機）
  - SIV …低圧電源装置（静止形インバータ）
    - 低圧電源装置の右の数字は容量、単位kVA

  - CP …電動空気圧縮機
  - PT2 …集電装置（2基）以下同じ。

### 3次車・増結付随車
| 側面行先表示器 |  | 側面行先表示器 |
| 側面行先表示器 |  |                |

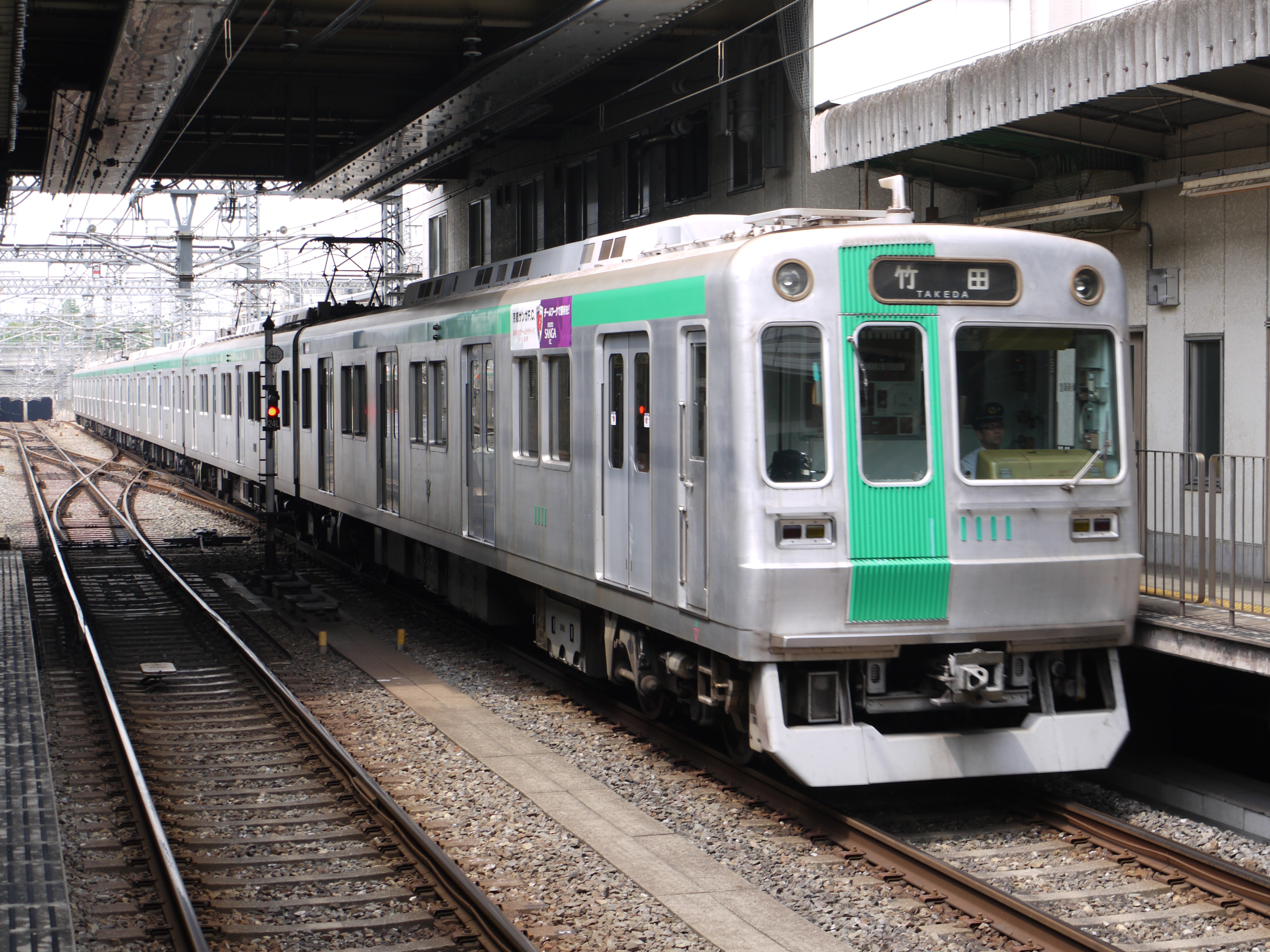
3次車・1111F

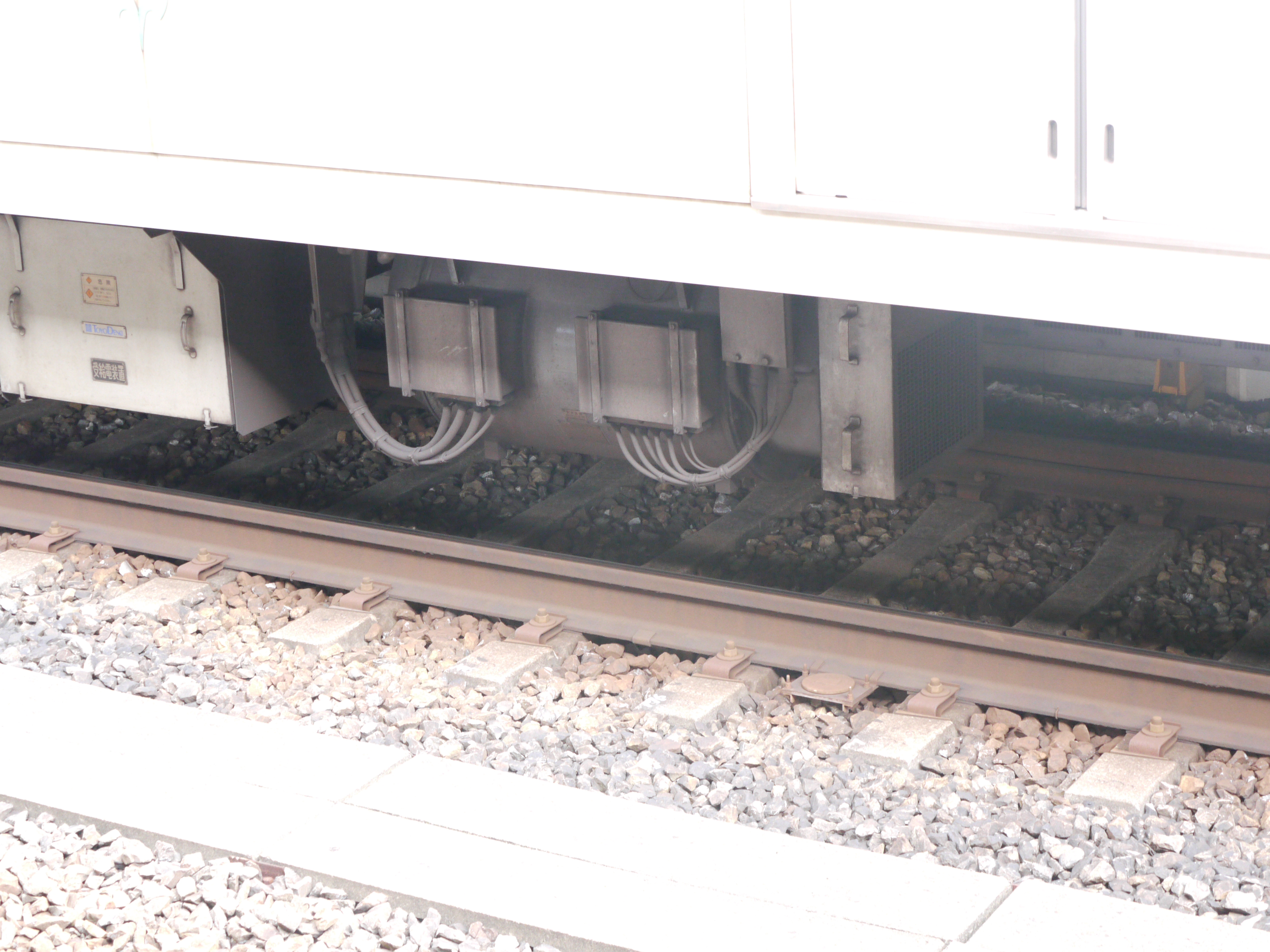
3次車以降の電動発電機

1988年（昭和63年）6月11日に京都 - 竹田間3.4 kmが開業し、8月28日からは近鉄京都線新田辺までの乗り入れを開始した。竹田開業に備えて3次車として6両編成5本が増備されるとともに、1・2次車全編成の中間に付随車2両を組み込んで6両編成化された。6両編成化は1988年5月 - 8月にかけて行われ、竹田延伸に6両編成化が完了しなかったことから4両編成で京都 - 竹田間を営業運転する姿も見られた。編成単位で製造された車両の車体は日立製、増結付随車の車体製造者は編成他車と同じ近車である。
1・2次車の登場から7年経過しており、主に車体構造において大きな変更点が見られる。
- 車体
  - 外板と骨組みが一体となった大型押出型材を組み合わせ、自動溶接により接合する工法に変更された[12]。構体部材は押出形材で屋根構体や側構体を製作、床板、側梁には中空構造のアルミ押出形材を組み合わせており、また中空形材内部を配線ダクトとして用いている。床構体は機器配置の自由度向上のため、側梁を省略した上で中空形材に一体成形されたカーテンレール状の機器のつり溝を設け、ここに特殊ボルトを介して床下機器を吊り下げる構造とされている[12]。
  - 前頭部の形状が見直され、視界改善のため傾斜角が小さくなる[36]とともに前面角部の縁取りが廃止され、前面貫通扉に窓が設けられた[12][27]。
  - 開閉窓の配置が変更され、側窓は開閉式、妻窓は固定となった。編成単位での新造車に限り、窓隅が丸みのある形状となった。
  - 編成単位で製造された車両のみ、側面に幕式行先表示器が新設された[12]。
- 車内
  - 冷房効果を高めるため客室にラインフローファンが追加されるとともに、冷房装置が消費電力低減のためロータリー式に変更された[12]。
  - 座席下搭載の暖房装置は1・2次車で採用された反射式からシーズ線式に変更された[1]。
  - 先頭車のATC装置は床下に移設され、運客仕切の窓が大きくなり、下部のグリルが廃止された[36]。
  - 妻面貫通扉の窓が下方に拡大された。
  - 非常通報装置がインターホン式に変更され、妻面の壁に埋め込まれる形となった。
- 主要機器
  - 1・2次車では両先頭車に出力75 kVAのBL-MGが搭載されていたが、3次車では付随車2両に出力150 kVAのBL-MGが搭載された[12][1]。増結付随車では北寄りの車両（1600形）にのみBL-MGが搭載されている[37]。
  - 先頭車の電動空気圧縮機が交流電動機駆動となっている[8][27]。

|          | ← 北大路竹田 →                               | ← 北大路竹田 →                               | ← 北大路竹田 →                               | ← 北大路竹田 →                               | ← 北大路竹田 →                               | ← 北大路竹田 →                               | 車体製造者 | 竣工時期 |
| 形式     | (1800)                                       | (1700)                                       | 1600                                         | 1300                                         | (1200)                                       | (1100)                                       | 車体製造者 | 竣工時期 |
| 区分     | Mc2’                                         | M1’                                          | T2                                           | T1                                           | M1                                           | Mc2                                          | 車体製造者 | 竣工時期 |
| 車両番号 | 1801 1802 1803 1804 1805 1806 1807 1808 1809 | 1701 1702 1703 1704 1705 1706 1707 1708 1709 | 1601 1602 1603 1604 1605 1606 1607 1608 1609 | 1301 1302 1303 1304 1305 1306 1307 1308 1309 | 1201 1202 1203 1204 1205 1206 1207 1208 1209 | 1101 1102 1103 1104 1105 1106 1107 1108 1109 | 近車       | 1988年8月18日 1988年7月13日 1988年6月24日 1988年9月14日 1988年7月22日 1988年6月21日 1988年6月9日 1988年5月31日 1988年6月30日 |
| 搭載機器 | MG75 CP                                      | PT2 Chop                                     | MG150                                        |                                              | PT2 Chop                                     | MG75 CP                                      |            | |
| 自重     | 37.5 t                                       | 37.0 t                                       | 29.0 t                                       | 28.5 t                                       | 37.0 t                                       | 37.5 t                                       |            | |
| 定員     | 130                                          | 144                                          | 144                                          | 144                                          | 144                                          | 130                                          |            | |

- 凡例
  - 形式番号に括弧がついている車両は今回の製造車ではない。

|          | ← 北大路竹田 → | ← 北大路竹田 → | ← 北大路竹田 → | ← 北大路竹田 → | ← 北大路竹田 → | ← 北大路竹田 → | 車体製造者 | 竣工時期      |
| 形式     | 1800           | 1700           | 1600           | 1300           | 1200           | 1100           | 車体製造者 | 竣工時期      |
| 区分     | Mc2’           | M1’            | T2             | T1             | M1             | Mc2            | 車体製造者 | 竣工時期      |
| 車両番号 | 1810 ∥ 1814    | 1710 ∥ 1714    | 1610 ∥ 1614    | 1310 ∥ 1314    | 1210 ∥ 1214    | 1110 ∥ 1114    | 日立       | 1988年5月31日 |
| 搭載機器 | CP             | PT2 Chop       | MG150          | MG150          | PT2 Chop       | CP             |            |               |
| 自重     | 37.5 t         | 37.0 t         | 29.0 t         | 28.5 t         | 37.0 t         | 37.5 t         |            |               |
| 定員     | 130            | 144            | 144            | 144            | 144            | 130            |            |               |

### 4次車
1990年（平成2年）10月24日の北大路 - 北山間1.1 kmの開業に備えて4次車1編成が製造された。烏丸線は当初の計画区間が全通した。
- 車体
  - 車両全体がノンアスベスト化が行われた[27]。
- 主要機器
  - 主制御器の冷媒がフロン未使用の物となった[27]。

|          | ← 北山竹田 → | ← 北山竹田 → | ← 北山竹田 → | ← 北山竹田 → | ← 北山竹田 → | ← 北山竹田 → | 車体製造者 | 竣工時期       |
| 形式     | 1800         | 1700         | 1600         | 1300         | 1200         | 1100         | 車体製造者 | 竣工時期       |
| 区分     | Mc2’         | M1’          | T2           | T1           | M1           | Mc2          | 車体製造者 | 竣工時期       |
| 車両番号 | 1815         | 1715         | 1615         | 1315         | 1215         | 1115         | 日立       | 1990年10月15日 |

### 5次車
5次車として2編成が1993年（平成5年）8月に製造された。4次車と仕様の変更点はない。
|          | ← 北山竹田 → | ← 北山竹田 → | ← 北山竹田 → | ← 北山竹田 → | ← 北山竹田 → | ← 北山竹田 → | 車体製造者 | 竣工時期      |
| 形式     | 1800         | 1700         | 1600         | 1300         | 1200         | 1100         | 車体製造者 | 竣工時期      |
| 区分     | Mc2’         | M1’          | T2           | T1           | M1           | Mc2          | 車体製造者 | 竣工時期      |
| 車両番号 | 1816 1817    | 1716 1717    | 1616 1617    | 1316 1317    | 1216 1217    | 1116 1117    | 近車       | 1993年8月16日 |

### 6次車

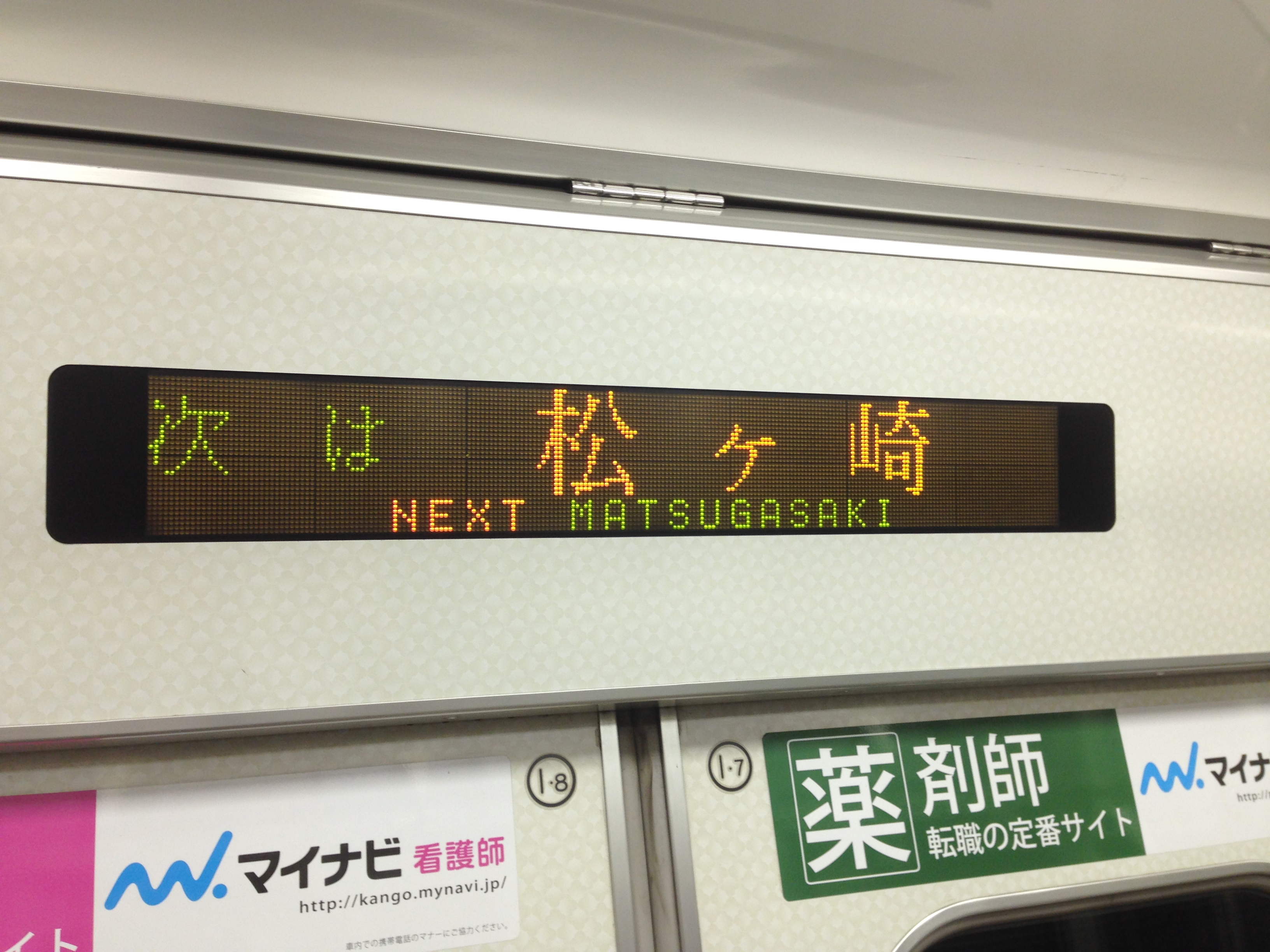
車内案内表示器

1997年（平成9年）6月3日に北山 - 国際会館間2.6 kmが開業するのに備え、3編成が6次車として製造された。なお、同年に製造された東京都交通局10-000形電車8次車とともに、日本国内向け車両として電機子チョッパ制御装置を装備した最後の事例である。
- 車内
  - 車内案内表示器が1両に4箇所、扉上に千鳥配置で設けられた。
  - 1200形以外の5両にも車椅子スペースが設けられ、全車両1箇所の設置となった[3]。

|          | ← 国際会館竹田 → | ← 国際会館竹田 → | ← 国際会館竹田 → | ← 国際会館竹田 → | ← 国際会館竹田 → | ← 国際会館竹田 → | 車体製造者 | 竣工時期                  |
| 形式     | 1800             | 1700             | 1600             | 1300             | 1200             | 1100             | 車体製造者 | 竣工時期                  |
| 区分     | Mc2’             | M1’              | T2               | T1               | M1               | Mc2              | 車体製造者 | 竣工時期                  |
| 車両番号 | 1818 1819 1820   | 1718 1719 1720   | 1618 1619 1620   | 1318 1319 1320   | 1218 1219 1220   | 1118 1119 1120   | 日立       | 1997年4月1日 1997年5月1日 |

|            | 正面形状                           | 側窓             | 貫通仕切扉 | 戸当側の妻窓 | 乗務員室仕切壁                                      | 天井                     | 非常通報装置                         |
| １・２次車 | 隅に縁取りがあり、貫通扉に窓がない | 隅が角ばっている | 窓が小さい | 開閉式       | 左側（運転席側）の窓が小さい 中央下部にグリルがある | ラインフローファンがない | 妻部に箱型のものが取り付けられている |
| ３次車以降 | 隅が丸く貫通扉に窓がある           | 隅に丸みがある   | 窓が縦長   | 固定式       | 左側（運転席側）の窓が大きい                        | ラインフローファンあり   | 妻壁に埋め込まれている               |

## 改造

### 車両間転落防止装置設置

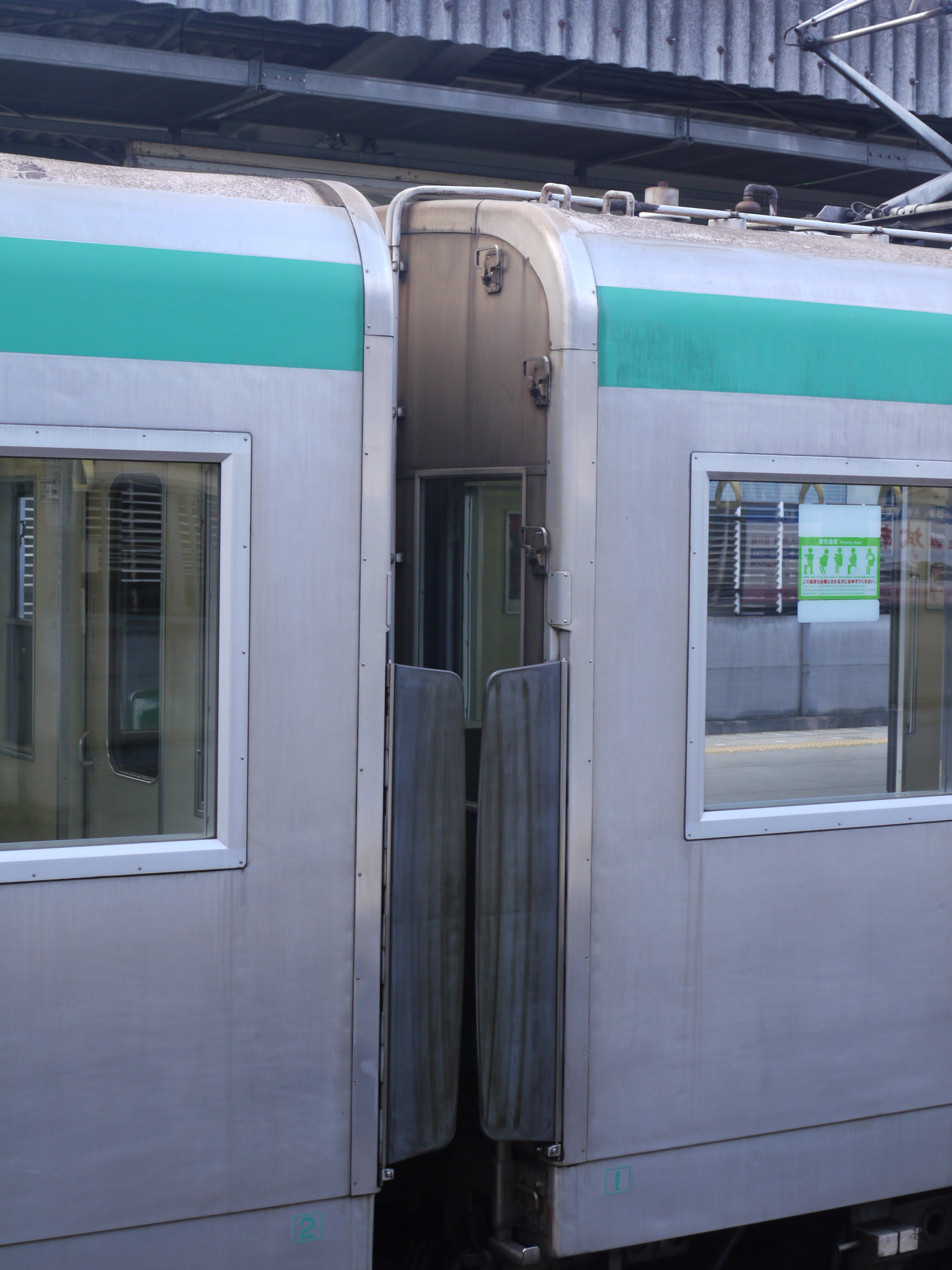
車両間転落防止装置

2000年（平成12年）から2005年（平成17年）にかけて全編成に車両間転落防止装置が順次設置されている。

### 補助電源装置更新

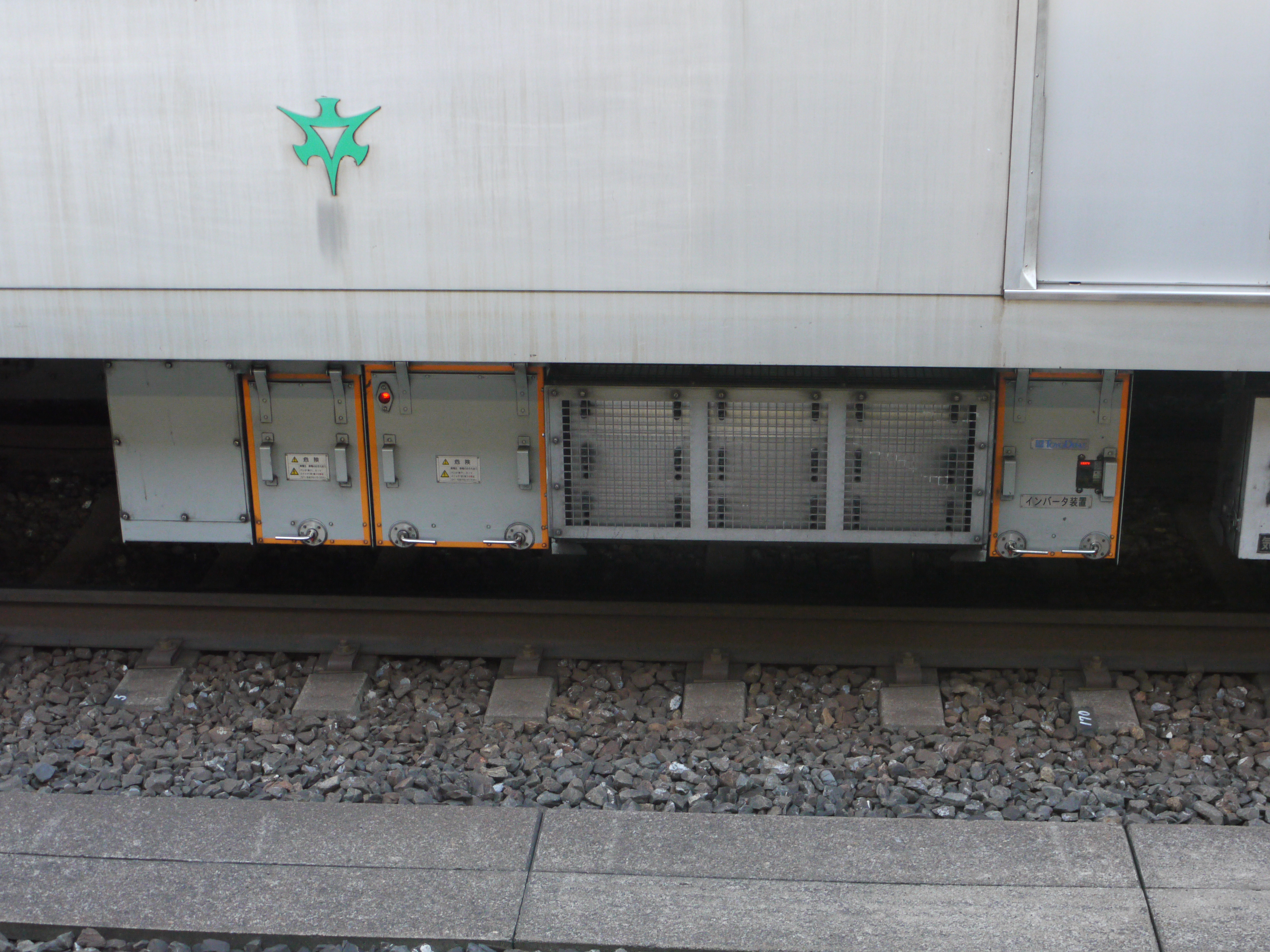
SVH150-4064A静止形インバータ

2012年（平成24年）から、1・2次車の先頭車に搭載されていたBL-MGを撤去し、南寄りの付随車（1300形）に東洋電機製造製 RG4064-A-M（SVH150-4064A）静止形インバータ（出力150 kVA）を搭載する工事が順次行われている。なお、2024年現在も1105Fと1109Fは施工されていない。
|          | ← 国際会館竹田 →                   | ← 国際会館竹田 →                   | ← 国際会館竹田 →                   | ← 国際会館竹田 →                   | ← 国際会館竹田 →                   | ← 国際会館竹田 →                   | 竣工時期                                                                |
| 形式     | 1800                               | 1700                               | 1600                               | 1300                               | 1200                               | 1100                               | 竣工時期                                                                |
| 区分     | Mc2’                               | M1’                                | T2                                 | T1                                 | M1                                 | Mc2                                | 竣工時期                                                                |
| 車両番号 | 1801 1802 1803 1804 1806 1807 1808 | 1701 1702 1703 1704 1706 1707 1708 | 1601 1602 1603 1604 1606 1607 1608 | 1301 1302 1303 1304 1306 1307 1308 | 1201 1202 1203 1204 1206 1207 1208 | 1101 1102 1103 1104 1106 1107 1108 | 2013年3月 2014年10月 2012年3月 2015年8月 2013年12月 2014年7月 2014年2月 |
| 搭載機器 | CP                                 | PT2 CON                            | MG150                              | SIV150                             | PT2 CON                            | CP                                 |                                                                         |

### 制御装置更新

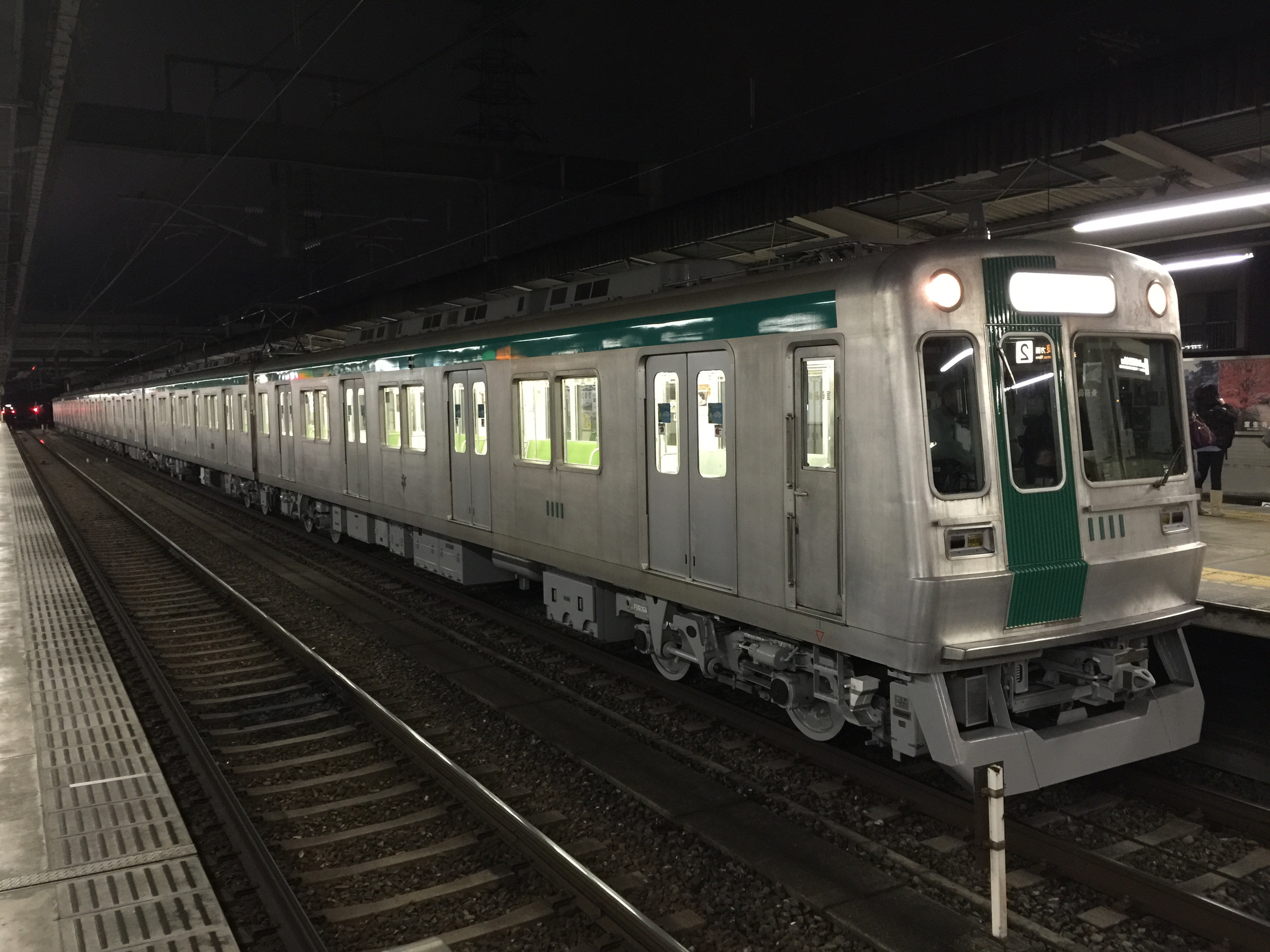
制御装置更新後の1111F

電機子チョッパ制御装置などの生産中止による予備品確保や省エネルギー化のため、2014年度から1110F以降の11編成を対象に制御装置をVVVFインバータ制御に交換する工事が行われている。
- 主制御器は純水を冷媒とし、主回路にSiCダイオードとIGBTによるハイブリッドSiCを採用した三菱電機製のVVVF制御装置が採用された[56][57]。冗長性向上のため従来の1つの主制御器で8個の主電動機を制御する方式から1つの主制御装置で4つの主電動機を制御する方式に変更され、2つの主制御器が1つの箱に納められている[56]。
- 主電動機は密閉型の三菱電機製 MB-5156-A かご形三相誘導電動機が採用され、高速時の回生性能向上のため出力が130 kWから140 kWに変更されている[56][57]。
- ブレーキ制御装置は三菱電機製MBSAに変更され、付随車の制動力を電動車の回生ブレーキで優先して負担する遅れ込め制御が採用された[56]。また純電気ブレーキを準備工事としている[56]。
- 補助電源装置は1・2次車の機器更新で採用されたものと同じ東洋電機製造製 RG4064-A-M（SVH150-4064A）静止形インバータ（出力150 kVA）に交換された[56][58][57]。
- 空気圧縮機は改造前と同じレシプロ式ながら低騒音型のC-2000-LA (1,675リットル/分) に変更された[57]。
- RS485で主要機器が接続される制御伝送の採用と共にGPSが搭載され、時刻補正や地上走行キロの測定に使用される[58]。
- ATC装置を小型化と信頼性向上を図った新型装置に更新[58]。

改造車は各形式の末尾にAが追加されたが、車両番号に変更はない。
2014年度には、1111Fが2014年（平成26年）7月下旬から約4か月をかけて近車で改造され、2014年11月下旬に竹田車庫に戻った後、全般重要部検査、誘導障害試験、乗務員訓練などを経て2015年（平成27年）5月から営業運転に復帰している。その後も順次改造は進み、2020年度に1120Fの施工をもって対象編成の更新が完了した。
| MAP-148-15V269 形主制御器 |  | 更新後の電動空気圧縮機 |
| MAP-148-15V269 形主制御器 |  | 更新後の電動空気圧縮機 |

|          | ← 国際会館竹田 →                                       | ← 国際会館竹田 →                                       | ← 国際会館竹田 →                                       | ← 国際会館竹田 →                                       | ← 国際会館竹田 →                                       | ← 国際会館竹田 →                                       | 改造者 | 竣工時期 |
| 形式     | 1800A                                                  | 1700A                                                  | 1600A                                                  | 1300A                                                  | 1200A                                                  | 1100A                                                  | 改造者 | 竣工時期 |
| 区分     | Mc2’                                                   | M1’                                                    | T2                                                     | T1                                                     | M1                                                     | Mc2                                                    | 改造者 | 竣工時期 |
| 車両番号 | 1810 1811 1812 1813 1814 1815 1816 1817 1818 1819 1820 | 1710 1711 1712 1713 1714 1715 1716 1717 1718 1719 1720 | 1610 1611 1612 1613 1614 1615 1616 1617 1618 1619 1620 | 1310 1311 1312 1313 1314 1315 1316 1317 1318 1319 1320 | 1210 1211 1212 1213 1214 1215 1216 1217 1218 1219 1220 | 1110 1111 1112 1113 1114 1115 1116 1117 1118 1119 1120 | 近車   | 2018年10月18日 2015年3月20日 2019年7月2日 2015年10月29日 2019年11月27日 2016年3月30日 2017年5月26日 2018年1月19日 2020年8月27日 2016年9月29日 2021年3月29日 |
| 搭載機器 | CP                                                     | PT2 CON                                                | SIV150                                                 | SIV150                                                 | PT2 CON                                                | CP                                                     |        | |
| 自重     | 34.1 t                                                 | 35.0 t                                                 | 27.9 t                                                 | 28.4 t                                                 | 35.0 t                                                 | 34.1 t                                                 |        | |
| 定員     | 130                                                    | 144                                                    | 144                                                    | 144                                                    | 144                                                    | 130                                                    |        | |

### 案内装置更新
| LED化された車外行先表示器と液晶式車内案内表示器 |  | LED化された車外行先表示器と液晶式車内案内表示器 |  | LED化された車外行先表示器と液晶式車内案内表示器 |
| LED化された車外行先表示器と液晶式車内案内表示器 |  |                                                 |  |                                                 |

2017年度から2020年度にかけて、聴覚に障害のある乗客や外国人乗客への利便性向上を目的として、全20編成のうち、更新時期が近い9編成を除く11編成を対象に正側面の車外行先表示器をカラーLED化、1両につき4個所の客用扉上にカラー液晶式車内案内表示器を設置する工事が施行され、2019年度の1115Fをもって完了した。側面の行先表示器と、車内案内表示器は日本語、英語、中国語、韓国語の4か国語表示に対応している。

### 優先座席エリアのリニューアル
| リニューアル後の優先座席エリア南寄り先頭車（左）とそれ以外（右）  |  | リニューアル後の優先座席エリア南寄り先頭車（左）とそれ以外（右） |
| リニューアル後の優先座席エリア 南寄り先頭車（左）とそれ以外（右） |  |                                                                  |

2017年（平成29年）10月から2018年（平成30年）3月にかけて全編成の優先座席エリアがリニューアルされ、床面へのオレンジ色のシートの貼付、つり革の交換などが行われた。この工事に併せて、旅客用ドアに黄色の注意ラベルが追加されている。

## 運用

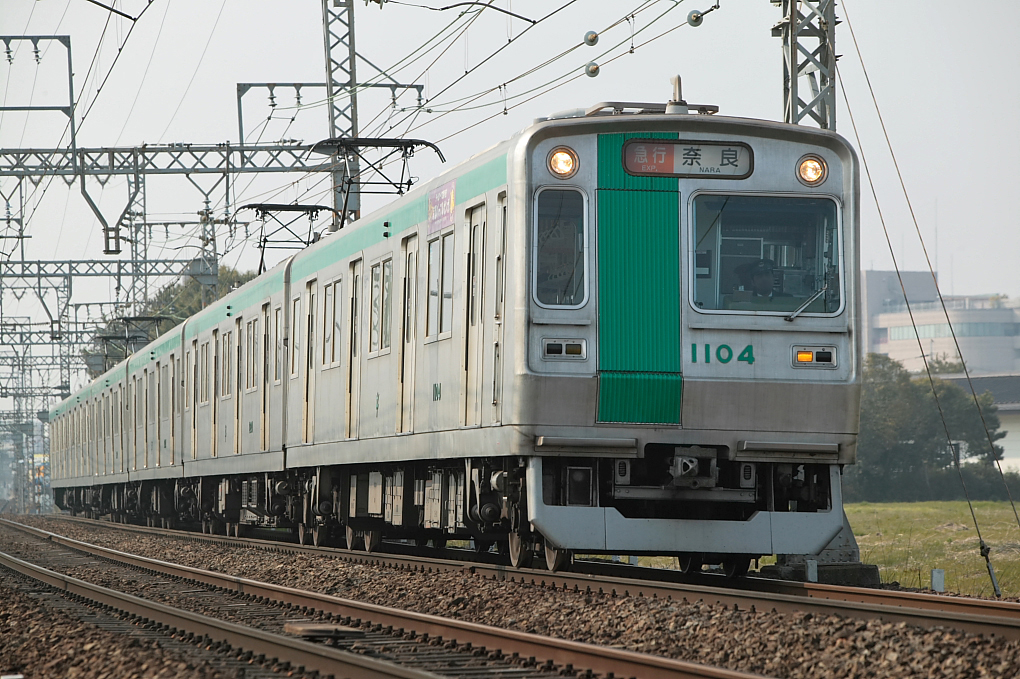
奈良行き急行として近鉄線内を走行する1104F

烏丸線開業時に用意された4両編成9本は、当時本格的な車両基地がなかったため、北大路駅西側に設けられた検車設備を用いてメンテナンス作業が行われた。9編成全てを地下に下ろすと車両の入換ができなくなることから、1編成は北大路駅の車両搬入口から地上に搬出して保管されていた。
1981年（昭和56年）の烏丸線北大路 - 京都間の開業と同時に運用を開始し、1988年（昭和63年）8月の京都 - 竹田間の延伸開業ならびに近鉄京都線との相互直通運転開始以降は、各駅停車として近鉄京都線の新田辺まで運用されるようになった。竹田開業前後に4両編成で製造された編成も6両編成化されている。また、近鉄側では烏丸線乗入れ用に3200系6両編成7本を準備している。
2000年（平成12年）3月のダイヤ改正より国際会館 - 近鉄奈良間の急行が設定された。近鉄ではこの改正に伴う烏丸線乗入運用の増加に伴い、3220系6両編成3本を新造している。烏丸線内の最高速度は75 km/h、近鉄線内での最高速度は105 km/hである。

### ラッピング車両
2007年（平成19年）4月以降、先頭車の片側側面窓上に京都サンガF.C.の応援ステッカーが貼られている。
2013年（平成25年）から京都国際マンガ・アニメフェアのラッピング「京まふ号」を毎年運行している。
| ラッピング名                | 主催                         | 期間                           | 編成     | 車両番号 | 車両番号                   | 車両番号 | 車両番号                        | 車両番号                                                                   | 車両番号                                                  | 備考          |
| --------------------------- | ---------------------------- | ------------------------------ | -------- | -------- | -------------------------- | --- | ------------------------------- | -------------------------------------------------------------------------- | --------------------------------------------------------- | ------------- |
| 地下鉄開業20周年記念        |                              | 2001年5月1日 - 200?年??月??日  | 1101F    | 1801     | 1701                       | 1601 | 1301                            | 1201                                                                       | 1101                                                      | [ 70 ]        |
| 平城遷都1300年祭            | 平城遷都1300年記念事業協会   | 2008年7月15日 - 2010年12月31日 | 1103F    | 1803     | 1703                       | 1603 | 1303                            | 1203                                                                       | 1103                                                      | [ 71 ]        |
| JA共済                      | JA共済連京都 京都府警        | 2012年4月13日 - 2013年6月8日   | 1109F    | 1809     | 1709                       | 1609 | 1309                            | 1209                                                                       | 1109                                                      | [ 72 ]        |
| アニメ列車                  | 京都国際マンガ・アニメフェア | 2014年3月3日 - 2014年5月31日   | 1105F    | 1805     | 1705                       | 1605 | 1305                            | 1205                                                                       | 1105                                                      | [ 73 ]        |
| アニメ列車                  | 京都国際マンガ・アニメフェア | 2014年3月3日 - 2014年5月31日   | アニメ名 |          |                            | |                                 | - 京騒戯画 - 劇場版 薄桜鬼 第二章 士魂蒼穹                                 | - 有頂天家族 - いなり、こんこん、恋いろは。               | [ 73 ]        |
| アニメ列車「京まふ号 2014」 | 京都国際マンガ・アニメフェア | 2014年7月14日 - 2014年10月??日 | 1108F    | 1808     | 1708                       | 1608 | 1308                            | 1208                                                                       | 1108                                                      | [ 74 ]        |
| アニメ列車「京まふ号 2014」 | 京都国際マンガ・アニメフェア | 2014年7月14日 - 2014年10月??日 | アニメ名 |          |                            | |                                 | - ソードアートオンラインⅡ - 弱虫ペダル                                     | - 神々の悪戯 - 宇宙戦艦ヤマト 2199 星巡る方舟             | [ 74 ]        |
| アニメ列車「京まふ号 2015」 | 京都国際マンガ・アニメフェア | 2015年7月23日 - 2015年9月下旬  | 1110F    | 1810     | 1710                       | 1610 | 1310                            | 1210                                                                       | 1110                                                      | [ 75 ]        |
| アニメ列車「京まふ号 2015」 | 京都国際マンガ・アニメフェア | 2015年7月23日 - 2015年9月下旬  | アニメ名 |          |                            | |                                 | - 電波教師 - comico作品群                                                  | - ヘタリア The world Twinkle - ダイヤのA                  |               |
| アニメ列車「京まふ号 2016」 | 京都国際マンガ・アニメフェア | 2016年8月11日 - 2016年10月??日 | 1109F    | 1809     | 1709                       | 1609 | 1309                            | 1209                                                                       | 1109                                                      | [ 76 ]        |
| アニメ列車「京まふ号 2016」 | 京都国際マンガ・アニメフェア | 2016年8月11日 - 2016年10月??日 | アニメ名 |          |                            | |                                 | - Happy Elements作品 - 機動戦士ガンダム鉄血のオルフェンズ                  | - 双星の陰陽師 - SERVAMP -サーヴァンプ-                   | [ 76 ]        |
| アニメ列車「京まふ号 2018」 | 京都国際マンガ・アニメフェア |                                | 1119F    | 1819     | 1719                       | 1619 | 1319                            | 1219                                                                       | 1119                                                      | [ 77 ] [ 78 ] |
| アニメ列車「京まふ号 2018」 | 京都国際マンガ・アニメフェア | アニメ名                       |          |          |                            | | - PEACE MAKER 鐵 - はたらく細胞 | - 僕のヒーローアカデミア - とある魔術の禁書目録Ⅲ                           |                                                           | [ 77 ] [ 78 ] |
| アニメ列車「京まふ号 2019」 | 京都国際マンガ・アニメフェア | 2019年7月30日 - 2019年10月12日 | 1105F    | 1805     | 1705                       | 1605 | 1305                            | 1205                                                                       | 1105                                                      | [ 79 ] [ 80 ] |
| アニメ列車「京まふ号 2019」 | 京都国際マンガ・アニメフェア | 2019年7月30日 - 2019年10月12日 | アニメ名 |          |                            | |                                 | - あんさんぶるスターズ！ - 警視庁 特務部 特殊凶悪犯対策室 第七課-トクナナ- | - HELLO WORLD - Fate/Grand Order -絶対魔獣戦線バビロニア- | [ 79 ] [ 80 ] |
| アニメ列車「京まふ号 2021」 | 京都国際マンガ・アニメフェア | 2021年7月26日 - 2021年10月8日  | 1105F    | 1805     | 1705                       | 1605 | 1305                            | 1205                                                                       | 1105                                                      | [ 81 ] [ 82 ] |
| アニメ列車「京まふ号 2021」 | 京都国際マンガ・アニメフェア | 2021年7月26日 - 2021年10月8日  | アニメ名 |          |                            | - 魔法少女まどか☆マギカ | 黒執事                          | - 劇場版 ソードアート・オンライン -プログレッシブ- 星なき夜のアリア        | - うたの☆プリンスさまっ♪ Shining Live                     | [ 81 ] [ 82 ] |
| アニメ列車「京まふ号 2022」 | 京都国際マンガ・アニメフェア | 2022年8月9日 - 10月28日        | 1105F    | 1805     | 1705                       | 1605 | 1305                            | 1205                                                                       | 1105                                                      | [ 83 ] [ 84 ] |
| アニメ列車「京まふ号 2022」 | 京都国際マンガ・アニメフェア | 2022年8月9日 - 10月28日        | アニメ名 |          | - 彼女が公爵邸に行った理由 | - 四畳半タイムマシンブルース | - 雨を告げる漂流団地            | - 彼女、お借りします 第2期                                                 | - 僕のヒーローアカデミア                                  | [ 83 ] [ 84 ] |
| アニメ列車「京まふ号 2023」 | 京都国際マンガ・アニメフェア | 2023年8月28日 - 10月13日       | 1105F    | 1805     | 1705                       | 1605 | 1305                            | 1205                                                                       | 1105                                                      | [ 85 ] [ 86 ] |
| アニメ列車「京まふ号 2023」 | 京都国際マンガ・アニメフェア | 2023年8月28日 - 10月13日       | アニメ名 |          |                            | - 「アイドルマスター」アニメシリーズ - アイドルマスター シンデレラガールズ U149 - アイドルマスター ミリオンライブ！ - アイドルマスター シャイニーカラーズ | - 七つの大罪 黙示録の四騎士     | - 東京リベンジャーズ                                                       | - め組の大吾 救国のオレンジ                               | [ 85 ] [ 86 ] |

## 廃車
1981年に導入された1・2次車の9編成は2021年度から20系による置き換え対象となっており、次のとおり廃車が進められている。1981年に導入された1・2次車の額縁スタイルの編成は2025年6月末現在では1108Fのみとなっている。
- 1106F - 2021年（令和3年）11月30日[88]
- 1107F - 2022年（令和4年）6月15日[89]
- 1102F - 2022年（令和4年）10月31日[89]
- 1104F - 2023年（令和5年）8月31日[90]
- 1103F - 2023年（令和5年）12月31日[90]
- 1105F - 2024年（令和6年）6月15日[91]
- 1101F - 2025年（令和7年）1月31日[91]
- 1109F - 2025年（令和7年）6月